# Éric Escoffier
Pour les articles homonymes, voir Escoffier.
Éric Escoffier est un alpiniste français né le 9 août 1960 à l'Arbresle en France et disparu en montagne, au Broad Peak, le 29 juillet 1998 au Pakistan.

## Biographie
En 1984, il réalise une hivernale de la face Nord des Grandes Jorasses.
En septembre 1987, il est victime d’un accident de voiture dans les gorges de l'Arly en Haute-Savoie et devient hémiplégique du côté gauche à 35 %. Toutefois, à force de courage et de rééducation, il repart à l'assaut de l'Himalaya.
Éric Escoffier et sa compagne de cordée Pascale Bessière, recrutée par une petite annonce, disparaissent en tentant l'ascension du Broad Peak le 29 juillet 1998, il avait 37 ans. L'alpiniste polonais Piotr Pustelnik les avait aperçus une dernière fois sur l'arête sommitale alors que soufflait un très fort vent. La veille, ils avaient passé la nuit sans matériel de bivouac dans un trou de neige creusé à 7 700 mètres, sous le col qui conduit à la rampe du sommet.
Il appose son nom à un jeu de simulation d'escalade, Bivouac, distribué par Infogrames, qui fonctionnait notamment sur Amstrad CPC. Le joueur devait choisir les objets à prendre dans son paquetage et son itinéraire dans la montagne pour gravir les sommets.

## Réalisations himalayennes
- En 1985, il réalise l'ascension de ces trois sommets en moins de trois semaines :
  - Gasherbrum II (8 036 mètres) le 15 juillet,
  - Gasherbrum I (8 068 mètres) le 22 juillet,
  - K2 (8 611 mètres) le 6 juillet.

- 1986 : Shishapangma (8 013 mètres) en octobre.
- 1997 : Cho Oyu (8 201 mètres) en octobre.

### Filmographie
- Éric Escoffier, la fureur de vivre (52 min). Un film documentaire réalisé par Bertrand Delapierre et Séverine Gauci, produit et distribué par Seven Doc, 2020.
- Jean Afanasieff, Faces Nord, film documentaire, 26 min, 1987.